# Guilherme Biro
Ne doit pas être confondu avec Biro.
Guilherme Sucigan Mafra Cunha, plus simplement connu sous le nom de Biro, né le 20 avril 2004 à Campinas, est un footballeur brésilien qui joue au poste d'ailier au Sharjah FC.

## Biographie

### Carrière en club
Né à Campinas au Brésil, Guilherme Biro est formé par le SC Corinthians, où il signe son premier contrat professionnel en décembre 2020,.
Il joue son premier match avec l'équipe première du club le 2 juillet 2022, titularisé pour une défaite 0-4 à l'extérieur contre Fluminense en Série A.

### Carrière en sélection
En février 2021, Guilherme Biro est convoqué pour la première fois avec l'équipe du Brésil des moins de 17 ans.
Le 8 décembre 2022, il est appelé par Ramon Menezes pour le Championnat d'Amérique du Sud des moins de 20 ans qui a lieu début 2023,.
Le Brésil remporte le championnat pour la première fois en 12 ans, après avoir battu l'Uruguay, son dauphin, lors de la dernière journée,.

## Palmarès
Brésil -20 ans
- Championnat d'Amérique du Sud
  - Champion en 2023

## Statistiques
| Saison                | Club                  | Championnat           | Championnat | Championnat | Championnat | Coupe(s) nationale(s) | Coupe(s) nationale(s) | Coupe(s) nationale(s) | Supercoupe | Supercoupe | Supercoupe | Compétition(s) continentale(s) | Compétition(s) continentale(s) | Compétition(s) continentale(s) | Compétition(s) continentale(s) | Ligue régionale | Ligue régionale | Ligue régionale | Total | Total | Total |
| Saison                | Club                  | Division              | M.          | B.          | P.d.        | M.                    | B.                    | P.d.                  | M.         | B.         | P.d.       | Comp.                          | M.                             | B.                             | P.d.                           | M.              | B.              | P.d.            | M.    | B.    | P.d.  |
| 2022                  | SC Corinthians        | Série A               | 2           | 0           | 0           | -                     | -                     | -                     | -          | -          | -          | CL                             | -                              | -                              | -                              | -               | -               | -               | 2     | 0     | 0     |
| 2023                  | SC Corinthians        | Série A               | 11          | 0           | 0           | 1                     | 0                     | 0                     | -          | -          | -          | CL+CS                          | 1+4                            | 0+0                            | 0+0                            | -               | -               | -               | 17    | 0     | 0     |
| 2024                  | SC Corinthians        | Série A               | -           | -           | -           | 2                     | 0                     | 0                     | -          | -          | -          | CS                             | -                              | -                              | -                              | 3               | 0               | 0               | 5     | 0     | 0     |
| Total sur la carrière | Total sur la carrière | Total sur la carrière | 13          | 0           | 0           | 3                     | 0                     | 0                     | -          | -          | -          | -                              | 5                              | 0                              | 0                              | 3               | 0               | 0               | 24    | 0     | 0     |